# Jeroni de la Torre
Jeroni de la Torre (?- València, 20 de juliol de 1672) va ser organista i compositor. Va ocupar la plaça d'organista a les catedrals de Tarragona, Barcelona i València.

## Biografia
S'estudien diferents hipòtesis sobre el seu lloc d'origen: natural de Calamocha (Terol) ciutat on neix el seu germà Nicolau de la Torre o bé natural de Daroca (Saragossa) on vivia la seva germana.
Inicià la seva activitat com a organista a Tarragona el 17 de juliol de 1627 un cop superades les oposicions. Més tard, es traslladà a Barcelona el 20 de novembre de 1636, on desenvolupà la mateixa funció.
El 3 d'abril de 1645 fou anomenat ajudant d'organista de la Catedral de València, i fou organista segon fins al 1665 quan fou substituït per Joan Baptista Josep Cabanilles, a causa d'una lesió a la mà. L'agost de 1650 presidí el tribunal d'oposicions per a mestre de capella i el 1662 formà part d'un tribunal per a les oposicions al magisteri del Reial Col·legi del Corpus Christi de València.
El 1665 demanà la jubilació per incapacitat i li fou concedida però amb la condició de renunciar a una part del seu salari. Finalment morí el 20 de novembre de 1672, amb un enterrament al seu honor presidit pel Cabildo, amb qui tingué una gran amistat.
Deixa el seu llegat a Miguel Jerónimo López de Ontanar (nebot d'aquest).

## Obra
No és possible distingir entre la seva producció musical conservada i la d'un homònim seu, Jerònim de la Torre (Jerónimo Latorre), organista de Saragossa.
Obres de Jeroni de la Torre a l'FMuC